# Caenurgia tehuelcha
Caenurgia tehuelcha là một loài bướm đêm trong họ Erebidae.